# HandBrake
HandBrake é um programa multiplataforma e multitarefa em código aberto (licenciado em GPL) de conversão de arquivos de vídeo e DVD e Bluray para MPEG-4, disponível para Mac OS X, Linux e Windows. É compatível com equipamentos como: Apple TV, iPod, iPhone, Xbox 360, PlayStation 3 e PSP. Isso quer dizer que com o auxílio do programa é possível ripar DVDs e espetáculos de televisão e exportar os arquivos de vídeo gerados em formato compatível com o iPod, iPod Touch o iPhone, entre outros.
Como um programa livre e licenciado em GPL o código é disponibilizado integralmente aos interessados que desejam alterá-lo ou estudá-lo. O programa se utiliza fartamente de bibliotecas livres.
O HandBrake foi originalmente desenvolvido para o BeOS e ao longo do tempo adaptado para os outros sistemas operacionais, como OS X, Linux e Windows. Os desenvolvedores do programas são franceses e foram também os responsáveis pela criação do popular Transmission, cliente de BitTorrent.

## Requerimentos de sistema

### Mac OS X
A partir da versão 0.9.2, HandBrake é somente compatível com o Mac OS X v10.5. Para Mac é disponibilizado tanto em binário universal (.dmg), como em interface via linha de comando.

### Linux
Distribuído somente em interface via linha de comando em binário i386.

### Windows
Windows XP, Vista, 7 e 8.X
Windows 2000 deve usar versão anterior do programa.

## Recursos

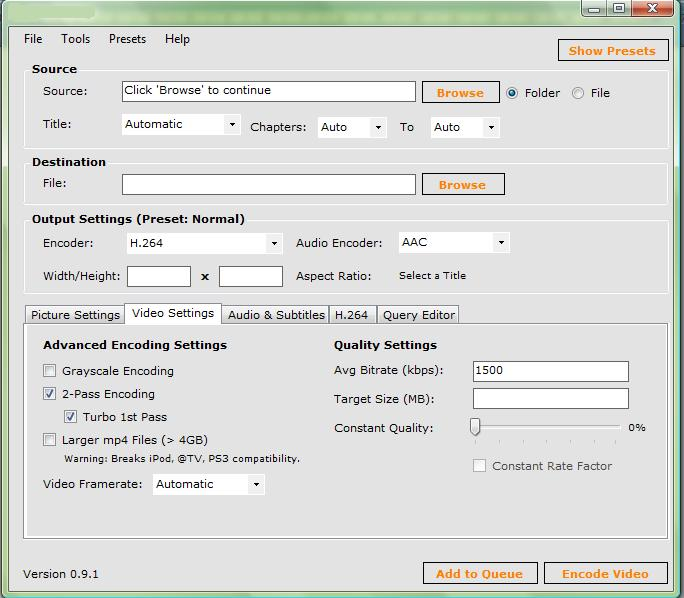
HandBrake em Windows